# Мазуевский железоделательный завод
Мазу́евский железоде́лательный заво́д — металлургический завод, основанный промышленником Фёдором Ивановичем Молодым в 1704 году в Кунгурском уезде Сибирской губернии. Действовавал в 1705—1744 годах, выпускал кричное и полосовое железо. В 1711—1712 годах на территории предприятия действовал также Мазуевский казённый медеплавильный завод.

## Географическое положение
Завод был расположен на берегу реки Мазуевка — правого притока реки Сылва, в 20 километрах от села Усть-Кишерть и в 40 верстах к юго-востоку от города Кунгур, на территории деревни Мазуевка Пермского края.

## История создания

### Мазуевский железоделательный завод
В 1704 году по Указу Петра I уфимский крестьянин Фёдор Иванович Молодой получил разрешение на проведение рудных поисков в Кунгурском уезде и в Сибири и строительства за свой счёт заводов для обработки найденных руд. Ф. И. Молодой купил у крестьянина М. Старцева водяную мельницу на речке Мазуевке и при её плотине начал строительство железоделательного завода с малыми горнами. Полученное железо обжимали под молотом, нагревая в других горнах, и проковывали в полосы. Железный рудник находился на горе Советинской.
В 1707 году на деньги торговых людей силами наёмных крестьян построены кузница и 10 сыродутных печей. Производительность завода была предположительно 150 пудов кричного железа в неделю. В 1708 году посадский человек П. Расторгуев в Сибирском приказе выкупил право промысла руды в Кунгурском уезде на 5 лет, лишая возможности добычи руды местных крестьян-рудоплавильщиков, а завод сырья. Фёдор Молодой в своих челобитных также отмечал, что «многие воры выжигают рубленные угольные дрова и угольные ямы, жгут брусья, тёс, брёвна и другие материалы, угольный лес рубят бездельно для траты, чтобы тот завод отнюдь не был».
В 1712 году «мельничная» заводская плотина была усилена и удлинена до 80 метров. Для проковки заводского и приобретённого у крестьян кричного железа при ней был устроен молотовой амбар с двумя вододействующими колёсами, деревянными мехами, молотом, 4 горнами, а также угольный, известковый, рудный и меховой сараи. В этом же году за использование казённых денег в личных целях Ф. И. Молодой был арестован и сослан в Тобольск, а завод был остановлен и взят в казну.
Несколько раз возобновлялась работа молотового амбара для изготовления полосового железа. В 1715—1718 годах завод был в аренде за 30 рублей в год у строгановского приказчика Сидора Белоусова для производства полосового железа из покупного железа с промыслов крестьян-рудоплавильщиков. В 1718 году кунгурский комендант Леонтий Шокуров при плотине сложил домну, выплавка чугуна в которой окончилась неудачно. Мощности воды не хватало для работы молотов. Численность заводских рабочих составляла 50 местных крестьян и нанятых в селе Павлове Нижегородского уезда кузнецов.
В 1722—1725 годах по Указу главного командира Уральских и Сибирских заводов генерал-майора Вильгельма де Геннина завод был возвращён Ф. Молодому и мастеру Никифору И. Огневу, который изготовлял полосовое железо, «доски» на фузейные стволы в Петербург и оборудование для строящегося Егошихинского завода. Позднее часть производства была перенесена на Егошихинский медеплавильный завод.
В 1736—1744 годах завод был в аренде у дочери Молодого П. Ф. Ярышкиной с сыном Михаилом Ярышкиным. На заводе переделывалось кричное железо, приобретённое у местных крестьян и у заводчика Осокина. В 1743—1744 годах завод окончательно был закрыт.

### Мазуевский казённый медеплавильный завод
В 1711 году Указом Сибирской канцелярии было велено Молодому Ф. И. построить в Кунгурском уезде медеплавильный казённый завод. За это ему было назначено от казны жалованье, и в 1711—1712 годах при вешняке плотины Мазуевского железоделательного завода Ф. И. Молодым на казённые деньги был построен медеплавильный завод. Он состоял из шатрового рубленого амбара с 4 горнами для плавки руды, горнов для обжига руды и очистки меди, вододействующей толчеи на 16 пестов и 6 колод для промывки руды и двух светлиц для мастера. Медную руду планировалось доставлять с Туркинского, Бымовского, Бабкинского и Гаревского рудников. В 1712 году было выплавлено 10 пудов 25 фунтов черновой меди для отправки в Москву из руды, которая привозилась из двух мест по реке Бабке в окрестностях деревни Янычевой.
При строительстве казённого завода были предоставлены крестьяне Кунгурского уезда, которым эти работы зачитывали в подати. Но в 1712 году по Указу Сибирского губернатора князя Матвея Гагарина за растрату казённых денег (крестьян, назначенных для постройки казённого завода, употреблял на работы на собственном Мазуевском железоделательном заводе) Ф. И. Молодой был арестован и сослан в Тобольск. Завод был закрыт в 1712 году, а производство по выплавке меди перенесено на Кунгурский медеплавильный завод.